# Stupid Girl (canción de The Rolling Stones)
«Stupid Girl» —en español: «Chica estúpida»—, es una canción de la banda británica de rock The Rolling Stones, incluida en la versión británica y norteamericana del álbum Aftermath de 1966. También fue publicado en Estados Unidos como el lado B del sencillo «Paint It, Black». 

## Composición y grabación
Escrita por Mick Jagger y Keith Richards, la pista es conocida por sus letras aparentemente degradantes para las mujeres, una afirmación también hecha sobre otras canciones de la banda como «Under My Thumb». Fue grabada en Los Ángeles, en los RCA Studios entre el 6 y 9 de marzo de 1966.
Sobre la canción, Bill Janovitz dice en su crítica: "A diferencia de otras canciones del álbum, «Stupid Girl» escupe veneno con la intensidad de una banda de rock de garaje de la escuela secundaria, con el mismo nivel de pulido y enfoque... Posee una arrogancia entrañable y enérgica que pudo haberle ganado a los Stones una buena cantidad de jóvenes sexualmente frustrados como aficionados, que de otra manera podrían haber comenzado a seguir a The Who o a The Kinks cuando oían baladas como «Lady Jane».
Sobre la letra de la canción, Richards dijo en una entrevista con Rolling Stone en 1971: "Fue todo un spin-off de nuestro ambiente... hoteles, y muchas chicas tontas. No todas son tontas, de ningún modo, pero así es como consiguió una. Cuando estás desempleado, la mitad del tiempo es imposible salir, fue para pasar por todo un tipo de partido de fútbol".
Cuando se le preguntó sobre la canción y sus influencias, Jagger dijo en una entrevista con la misma revista en 1995: "Sí, es mucho más desagradable que «Under My Thumb» ... Obviamente, estaba teniendo un problema, no tenía una buena relación, o estaba en demasiadas relaciones malas. Tenía tantas novias en esa época. Ninguna de ellas parecía importarles que no me estuvieran gustando mucho, era obvio que estaba en el grupo equivocado".

## Personal
Acreditados:
- Mick Jagger: voz.
- Keith Richards: guitarra eléctrica, guitarra acústica, coros.
- Brian Jones: guitarra eléctrica, guitarra acústica.
- Bill Wyman: bajo.
- Charlie Watts: batería.
- Ian Stewart: órgano.
- Jack Nitzsche: clavecín, percusión.